# Cilinderkop

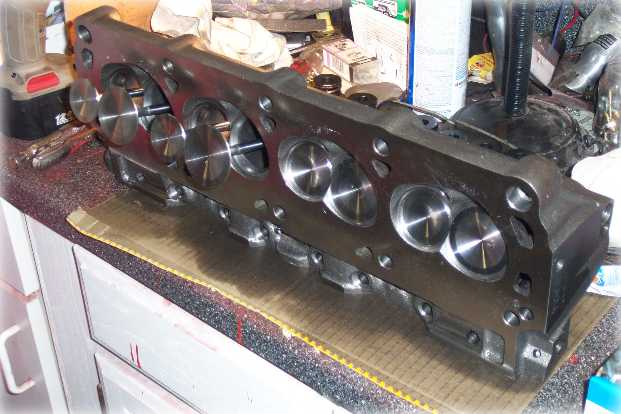
Cilinderkop van een Ford A 302/5.0L motor. Dit is een V8-motor met twee rijen van vier cilinders en dus ook twee cilinderkoppen, waarvan de foto er één toont. Zichtbaar zijn de vier uitsparingen die mede de verbrandingsruimten bepalen en daarin elk twee kleppen; de grote is de uitlaatklep; de kleine de inlaat. Van de twee meest linkse cilinders zijn de kleppen gedemonteerd: ze staan alle vier extreem geopend en het maatverschil tussen de in- en uitlaatkleppen (links, resp. rechts) is daardoor goed zichtbaar.

De cilinderkop is onderdeel van een verbrandingsmotor. Hij zit boven op het cilinderblok en sluit de cilinders af.
De koppakking bevindt zich tussen de cilinderkop en het motorblok en zorgt voor een hermetische afdichting tussen beide.
Bij een kopklepmotor maken de uitsparingen in de cilinderkop onderdeel uit van de verbrandingskamers.
Bij viertaktmotoren van dit type bevat de kop ook de kleppen en het mechanisme om deze op het juiste moment te openen en te sluiten. Vandaag de dag zijn zulke motoren daartoe uitgerust met een zogenaamde 'bovenliggende' nokkenas, die zich eveneens in de kop bevindt.
Bij de benzinemotor (mengselmotor, Ottomotor) heeft de cilinderkop openingen waarin de bougies worden geschroefd (bougiegaten).
In de oudere zijklepmotor maakten de kleppen en het bijbehorende mechaniek deel uit van het motorblok, waardoor de cilinderkop niet meer dan een vlakke plaat was, in het Engels: flathead. In de beginjaren van de verbrandingsmotor was dit type erg populair vanwege de eenvoudige fabricage en het onderhoudsgemak. Een nadeel was dat de luchtinlaat nogal inefficiënt was.
Een belangrijk constructief verschil is er tussen 'reverse flow' en 'cross flow' cilinderkoppen. Bij de eerste bevinden het in- en uitlaatspruitstuk zich aan dezelfde kant. Bij de tweede - modernere - versie is dit links en rechts. Daardoor stroomt de lucht als het ware 'dwars' door de kop Aan de ene kant komt de lucht, gemengd met brandstof binnen en aan de andere kant stroomt deze als uitlaatgas weer uit. 